# Матео Мусакио
Матео Пабло Мусакио (шп. Mateo Pablo Musacchio; 26. август 1990, Росарио, Аргентина) је аргентински фудбалер, који тренутно наступа за Милан.

## Трофеји

### Ривер Плејт
- Првенство Аргентине (1) : 2008. (Клаусура)